# Une année à la campagne
Une année à la campagne (sous-titré Vivre les questions ; titre original : A Country Year: Living the Question) est un récit autobiographique de l'écrivaine américaine Sue Hubbell. Il est publié en version originale en 1986. La traduction française paraît en 1988 chez Gallimard.

## Résumé
Las des grandes villes, Sue Hubbell et son mari décident de fuir la société de consommation et vagabondent dans le pays pendant un an. Arrivés dans les Ozarks, région montagneuse dans le sud du Missouri, ils tombent sous le charme d'une ferme dont ils font l'acquisition. Afin de subvenir à leurs besoins, ils décident de se lancer dans l'apiculture. Lorsque son mariage prend fin, la « Dame aux abeilles » poursuit son existence en solitaire.
Ce récit autobiographique est divisé en cinq parties, suivant l'alternance des saisons. L'écrivaine y raconte ses douze années passées dans les Ozarks. Elle dépeint son quotidien d'apicultrice, s'émerveille de l'heureuse complexité de l'ordre naturel, partage ses questionnements.

## Écrits surUne année à la campagne
(novembre 2019).
Recensions d'ouvrage
- (en) Mary Wadsworth Sucher, "Hubbell, Sue. A Country Year : Living the Questions", School Library Journal, octobre 1986, Vol.33(2), p.195  (ISSN 0362-8930)
- (en) Evelyn G. Callaway, "A Country Year (Book)", Library Journal, 4, janvier 1986, Vol. 111 (6), p.155  (ISSN 0363-0277)
- (en) Magill's Book Reviews, "A Country Year", Magill's Book Reviews, janvier 1986, p. 1  (ISSN 0890-7722)
- (fr) Yves Berger, "Avec Sue Hubbell, une année à la campagne", La Revue des deux mondes, décembre 1988, pp. 193-195 [lire en ligne (page consultée le 30/10/2019)]

Analyses
- (fr) J. M. G. Le Clézio, "Préface", in Sue Hubbell (trad. Janine Hérisson), Une année à la campagne, Paris, Gallimard, coll. "Du monde entier", 1988  (ISBN 2070712419)
- (en) Erin L. Andersen, Literary Legacy : Rachel Carson's influence on contemporary women nature writers, Harvard University, mars 2017, 99 p. [lire en ligne (page consultée le 30/10/2019)]